# Conventum
Conventum är en event - och konferensanläggning som ligger mitt i centrala Örebro med gångavstånd till kommunikationer, shopping och  hotell  . Anläggningen är 20 000 kvm och består av en eventarena på 4 800 kvm, en kongresshall med 1 470 sittplatser och hela 21 olika möteslokaler.
Varje år arrangeras ett stort antal möten, konferenser, kongresser, mässor och event på Conventum. Dessutom arrangeras det årligen ett 60-tal publika konserter och evenemang. 
Conventum ägs av Kongrexum AB och det är Örebroporten Fastigheter AB som äger fastigheterna som ligger i nära anslutning till Olof Palmes torg. 

## Historia
Under 1990-talet ökade antalet hotellrum i Örebro då flera stora hotelletableringar skedde i staden. Planerna för att bygga en kongressanläggning som hade kapacitet att ta över 1000 personer började komma upp. Speciellt med tanke på att Örebro kunde erbjuda ett stort antal sängplatser. 
I många år var Medborgarhuset en av mötesplatserna i staden. Men med den ökande konkurrensen tappade anläggningen slagkraft då möjligheterna till större kongresser och konferenser var begränsade. De styrande politikerna och flera av riksdagspartierna i Örebro ansåg att man var tvungna att investera i en ny anläggning. Efter flera beslut valde man att bygga en kongresshall i anslutning till både Medborgarhuset och Stadsbiblioteket. De första spadtagen togs i september 2002
Namnet Conventum till kom efter att kongressbyggnaden stod klar 2004, men det var inte det första valet. Bl.a. hade de styrande politikerna bakom bygget utlyst en tävling där man skulle rösta fram ett vinnande namn. Det vinnande förslaget visade sig vara upptaget men gav inspiration till det nuvarande namnet Conventum.
2008 stod multianläggningen Conventum Arena klar och skulle komplettera kongresshallen och konferenshuset med en anläggning som även kunde stod värd för mässor och större konserter eller evenemang. 

## Anläggningar

### Conventum Arena
Byggnaden stod klar 2008 och är en mässanläggning på 4800 kvadratmeter. Takhöjden är 14 meter och den rena golvytan är 3 800 m² och det finns inga pelare eller möblering i vägen. Vid behov hissas vatten, el och data ner från taket. Arenan är byggd för att passa till mässor, konserter, middagar, galaarrangemang, idrottsevenemang och företagsevenemang.
För mer information om byggnaden, se Conventum Arena.

### Conventum Kongress
Byggnaden började byggas 2002 och invigdes 2004 och omfattar en kongresshall som tar 1 500 sittande personer, 1200 middagsgäster eller 2 400 stående. Byggnaden är uppdelad i tre plan och dessa förbinds med hjälp av hissar och rulltrappor, genom en glaspassage kan man även ta sig till Medborgarhuset och Conventum Arena. Uppförandet av Conventum Kongress finansierades delvis av Örebro kommun, men anläggningen ägs idag av Kongrexum AB. 
För mer information om byggnaden, se Conventum Kongress.

### Conventum Konferens
Conventum Konferens ligger i Medborgarhuset och uppfördes mellan 1957 och 1965 och invigdes i samband med 700-årsjubileet av Örebros grundande. Ansvariga arkitekter var bröderna Erik och Tore Ahlsén. Byggnadens ytor präglas av trä, puts, glas och natursten. Här finns 21 möteslokaler i varierande storlek från 4-585 personer och med dess flexibla biytor och en glaspassage binder samman konferenshuset med Conventum kongress. Byggnaden innehöll tidigare också en restaurang och ett hotell och den är idag Q-märkt.
För mer information om byggnaden, se Medborgarhuset eller Conventum konferens